# 腓拉埃乌斯族
腓拉埃乌斯族雅典最为显赫的家族之一，自称为大埃阿斯的后裔。普塞鲁斯（公元前6世纪早期执政官）、米泰亚德（普塞鲁斯之子）、客蒙等古希腊政治人物皆为该家族成员。